# فيات أونو
فيات أونو هو نموذج سيارة باني الإيطالية فيات، المحرز في إيطاليا بين عامي 1983 و1997، ولكن أيضا في العديد من البلدان الأجنبية الأخرى، بما فيها البرازيل حيث لا تزال موجودة في عام 2009 تحت اسم فيات ميل .
وضع علامة سيارة ثورية من نواح عديدة، وهذا كان أول من استخدم الألياف البصرية
عبر المجلس عن إضاءة لوحة القيادة (في سيتروين DS بالفعل باستخدام هذه العملية للإضاءة من التبديل)، وقته.

## تاريخ فيات أونو
1983: بعد استثمار أكثر من 700 مليون دولار، والملايين من الكيلومترات من الاختبارات والتجارب مع النماذج الأولى في جميع خطوط العرض، وكان المشروع الجديد 146 شركة فيات للسيارات جاهزة.

## الفئة الأولى 1983-1989
1983: بداية من يناير إلى قاعدة كيب كانافيرال، ويقدم لها سيارة فيات الجديدة: وفيات أونو الذي يحل محل 127 فيات . وتتوفر على الفور في الجسم الأساليب، وثلاثة أبواب وخمسة، مع تجهيزه محركات البنزين 3 من 903 حصان 45 سم مكعب، 1116 سم مكعب حصان 55 و 1 سم مكعب 1301 تطوير 68 حصانا، في البداية، وجاءت لتضاف بعد فترة وجيزة محرك الديزل من 1301 سم مكعب 45 حصانا عند 5000 دورة المحرك / دقيقة.
مكعب في الجسم (وقعت غيوغيارو) يوفر بطباعة Cx جيدة (0,34-0,61 لSCD)، رؤية ممتازة، وخصوصا مقصورة فسيحة. واستغلت شركة فيات على ارتفاع، يبشر عصر مصغرة MPV، وسيلة مؤقتة أو فورد فيوجن. لوحة القيادة ذات الأشكال الناعمة لديها بيئة العمل المتطورة جدا، مما ادى إلى تنصيب من التحكم في القمر الصناعي، انزلاق مقعد الزاوية، ومنفضة سجائر انزلاق، اقترضت من الباندا. لأول مرة في السيارات، ويضيء لوحة القيادة من جانب واحد مصدر للضوء وترتبط الصكوك الألياف البصرية.
1984: تم التصويت انها سيارة في أوروبا هذا العام .
في وقت مبكر، له النجاح التجاري المبهر يتطلب مصنع فيات لزيادة كبيرة في قدرات التصنيع في التوصل بسرعة 3800 مركبة في اليوم الواحد. وكان المحطتين في Mirafiori وRivalta وضع بجدية لاستخدامها لسنوات عديدة، وتشمل عددا كبيرا من الرجال الآليين فيات Comau في ورش العمل والتجمع، واللوحة.
صناعة وفيات أونو يبدأ أيضا في مصانع فيات كونكورد في الأرجنتين و فيات Automóveis في البرازيل . فهو يختلف عن نموذج الإيطالية من غلافه التغليف ومستقلة ورقة التعليق الخلفي ربيع tansversal (مبدأ مأخوذ من 127). المحركات هي أيضا محددة للسوق أمريكا الجنوبية.
1985: جيل جديد من محركات يظهر: في النار . تماما محرك جديد وتصميم حديث جدا لتحسين الأداء بشكل واضح واستهلاك الوقود من دون مقارنة مع المنافسة. فيات أونو أيضا نسخة توربو IE مع محرك 105 حصان مدعومة IHI توربو، jetronic الإلكترونية حقن الوقود بالإضافة إلى Microplex الإشعال الإلكترونية، ومبرد الزيت، وأقراص الفرامل في العمق.
وقد تم تجهيز المحرك مع حل صمام الصوديوم وتبريد المقاعد قبل فقط للسيارات الرياضية.
ما تبقى من فوائد واسعة من التحسينات: خفض الداخلية الجديد، النظام الكهربائي ورفع مستواها، اعتماد الإلكترونية اشتعال ماريلي ماغنيتي عن 1116 سم 3 (يتحرك إلى 58 حصانا) و 1301 سم 3. وSX الفاخرة يختفي لصالح SL، متوفرة في 60 و 70 حصانا. وانضم في العام نفسه، حاجز المليون فيات أونو الإيطالية الصنع وصلت إلى علامة فارقة مليونين في العام التالي، وثلاثة ملايين في 1988.
1986: تم بناء محرك ديزل جديد، نسخة توربو من 1367 سم 3 مع مبادل الهواء وشاحن توربيني T2 جاريت تهب على 0,69 بار إلى القبول. هذه المجموعة على تطوير 72 حصانا عند 4800 دورة / دقيقة. الرياضة بين ديزل، توربو D يحصل على الانتهاء قريبا من «توربو آي إي» البنزين مع لوحة القيادة شاملة، وتوجيه عجلة الجلود، المرافق الفاخرة بما في ذلك النوافذ الكهربائية. في سبتمبر عام 1986، وتوحيد المجالس، 1697 سم 3 من ريتمو فيات يشتمل على مقصورة المحرك لأونو. أقوى من سم 3 و 1301 مع المزيد من عزم الدوران، فإنه لا يزال صاخبة. وهو يزدهر في هذه السيارة كامل وسم 3 1301 لم يعد رمزيا فقط في النطاق.
في أواخر عام 1986، عاد SX 70 إلى فرنسا، مع لوحة النتائج الإلكترونية وplip، ويحل محل SL 70 .
1987: يتم تشغيل مختارة أونو. تلقت مجهزة 1116 سم 3، وهو انتقال متغير باستمرار التلقائي، وتطويرها وتصنيعها مع Doorne فان في هذه الشركة الهولندية. كما أنها تستخدم من قبل Fiestamatic فورد.
يتم تصنيعها في فيات أونو: 1988 أمريكا الجنوبية في مصانع فيات في الأرجنتين والبرازيل منذ عام 1984، ولكن في السوق المحلية تفضل السيارات ذات آمن والاستشاريين رسم المحلية فيات فيات دونا المستمدة من أونو. وسيتم تصدير هذا النموذج إلى أوروبا وإيطاليا بشكل خاص، ولكن لن يعرف نجاحا كبيرا، الأزياء لم يعد في هذا النمط الجسم. ولكن دونا فيات كان نجاحا كبيرا التجارية هناك. تم بيع أكثر من 260,000 نسخة في الأرجنتين.

## الفئة 2 1990-1995
- 1990: وتقدم السلسلة الثانية. مجاملة تصفيف عميق مستوحاة تيبو، سوف يعرض في فيات أونو مع 9 محركات مختلفة (6 و 3 وقود الديزل)، في 3 و 5 أبواب سيدان. التغييرات العرض الميكانيكية. إذا تجددت 1,0 النار، أي 1.5 و 1.7 و الديزل TD 1.4، يتم استبدال حصان 58 من 1116 من 1108 56 حصان جديد (باستثناء على الأبواب مختارة 3)، وحصان 1301 65 عاما بحلول 1372 من 72 حصانا أو 118 حصانا في الكبريت أي توربو. لاحظ أن الإصدارات 1.4، 1.5 و TD هي، وما هو جديد، وهو شريط نفوذ الجبهة، مثل أي توربو.
- 1994: تم تثبيت خط إنتاج فيات أونو في بولندا، وسيتم بناؤه حتى عام 2001 ما يقرب من 200000 إلى نسخ.
- 1995: إنتاج فيات أونو توقف في إيطاليا حيث تم استبداله أخيرا من قبل الشركة بـ فيات بونتو .

Copyright © 2012 All rights reserved. Copyright © 1983-1997 The FIAT® company.All rights reserved.

## معرض صور

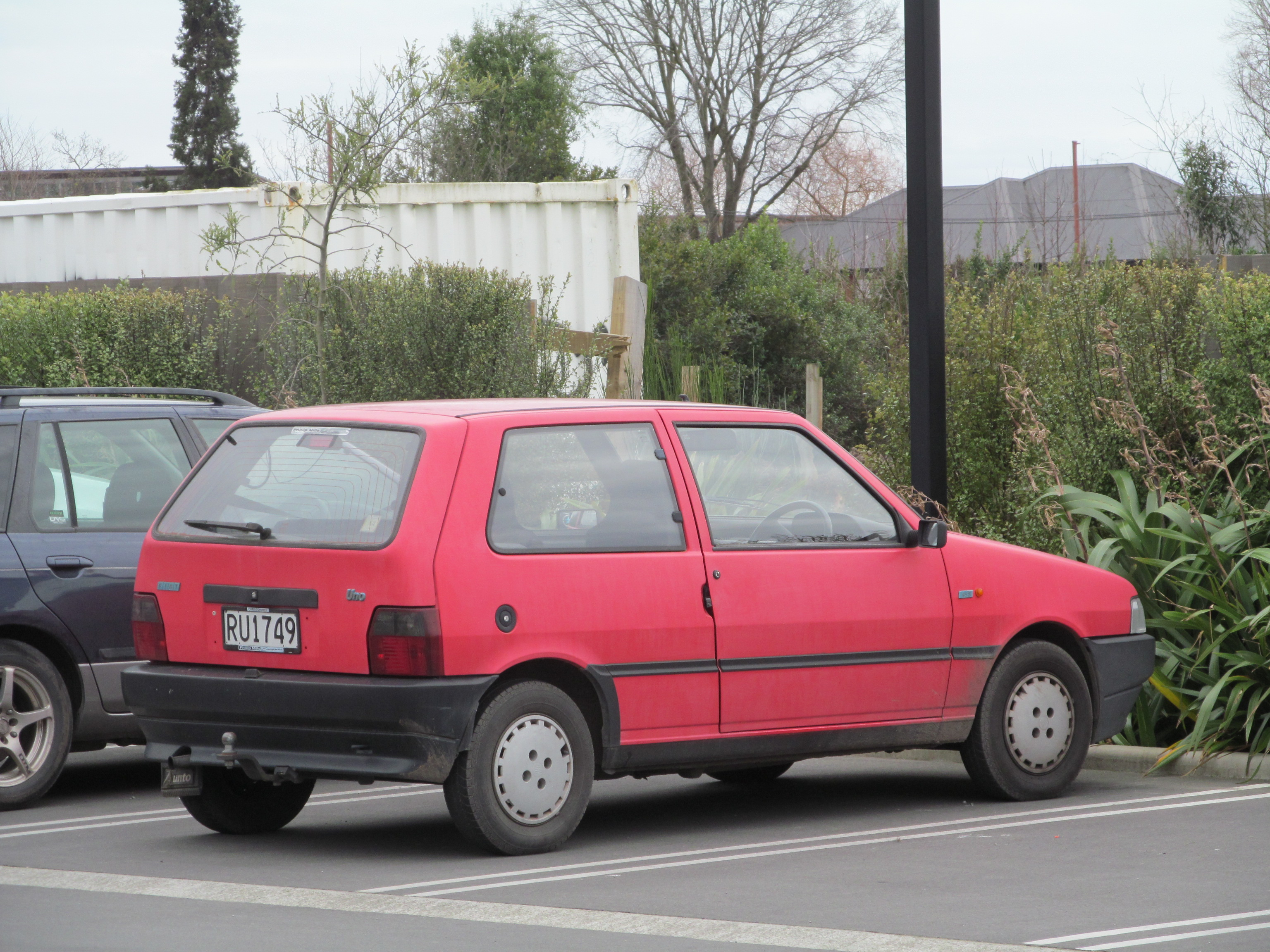
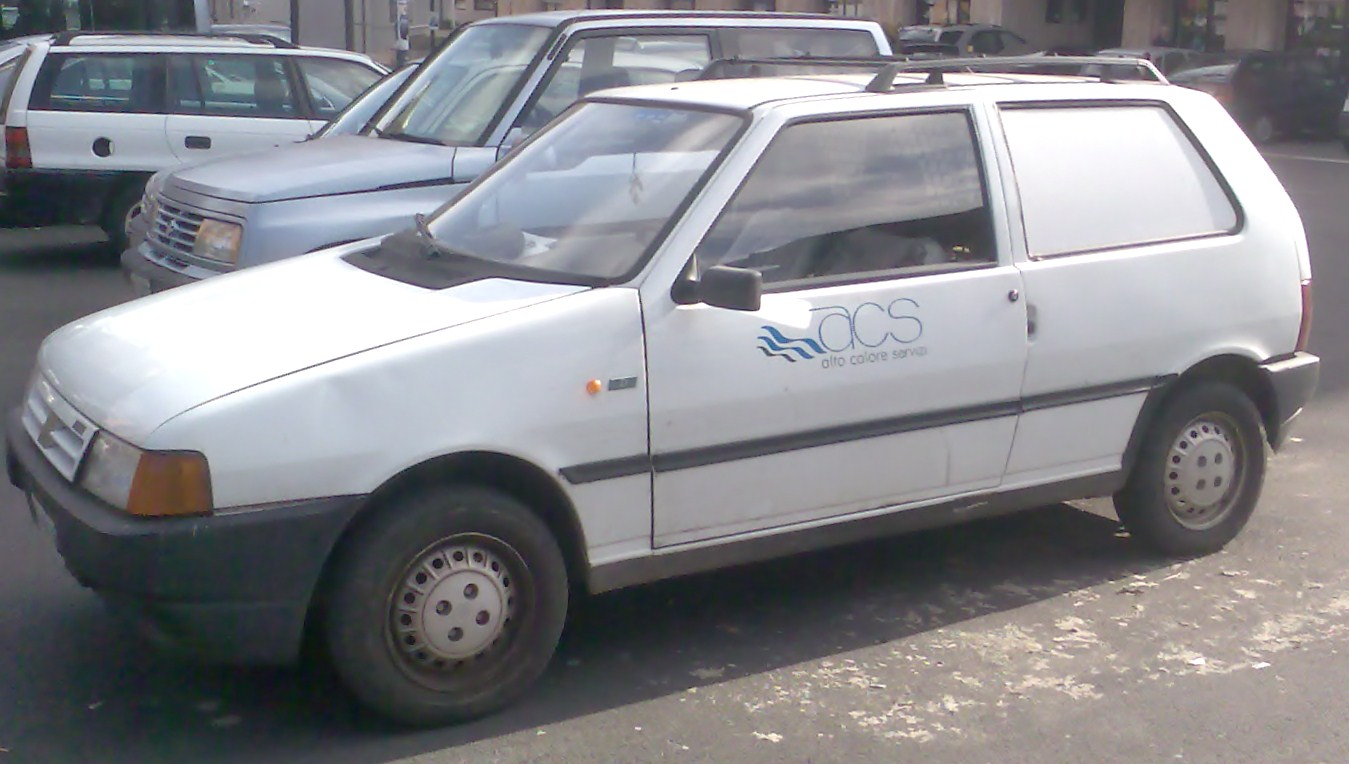
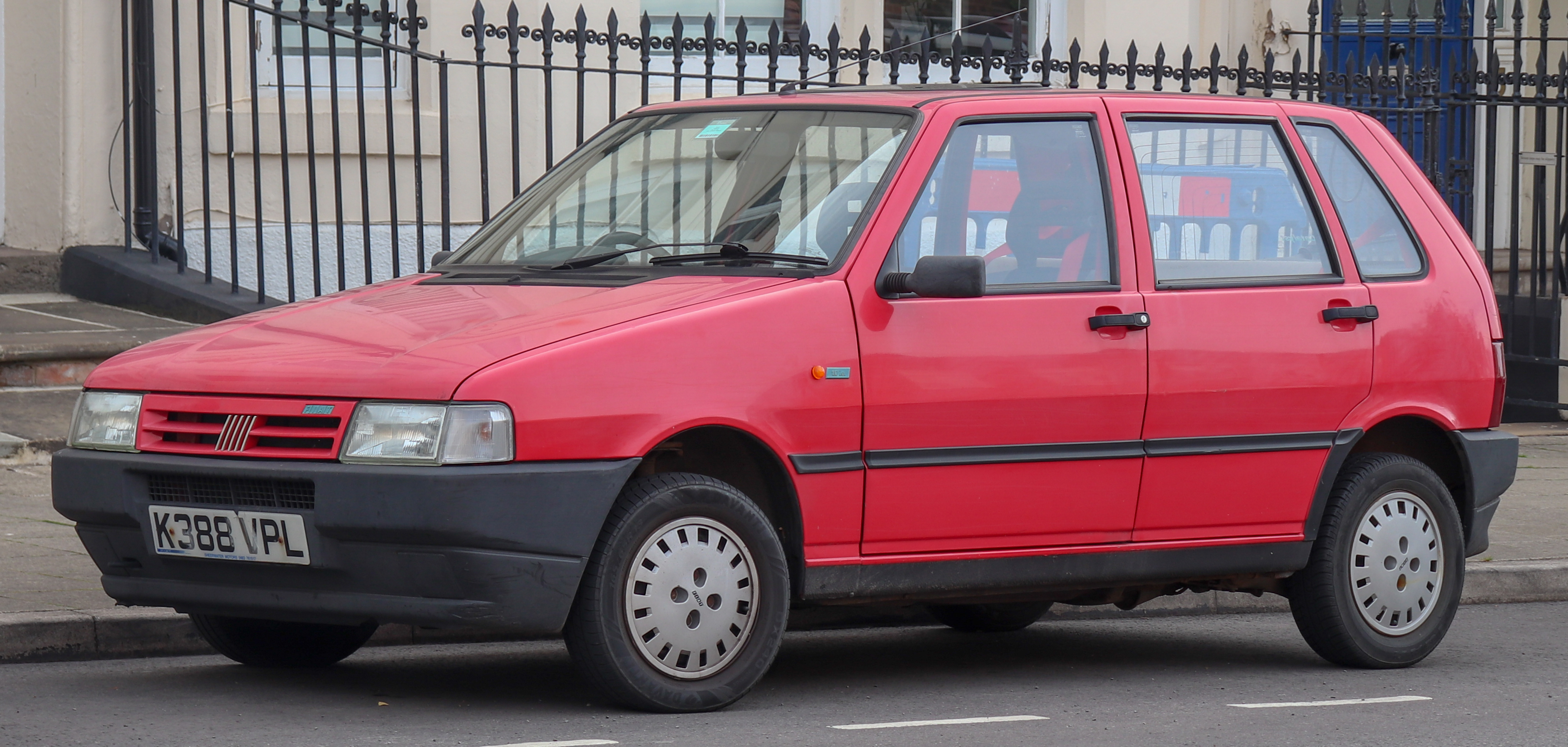
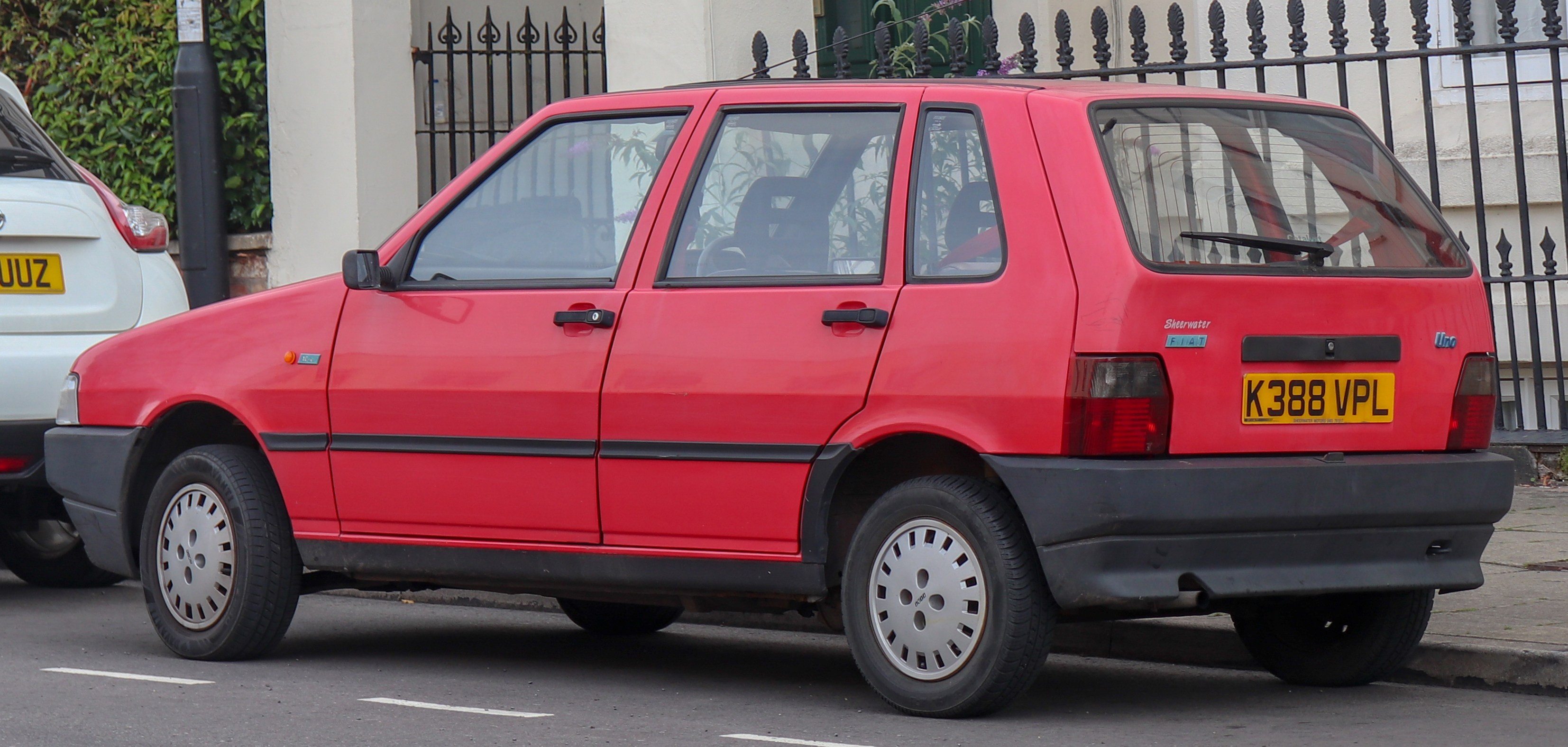
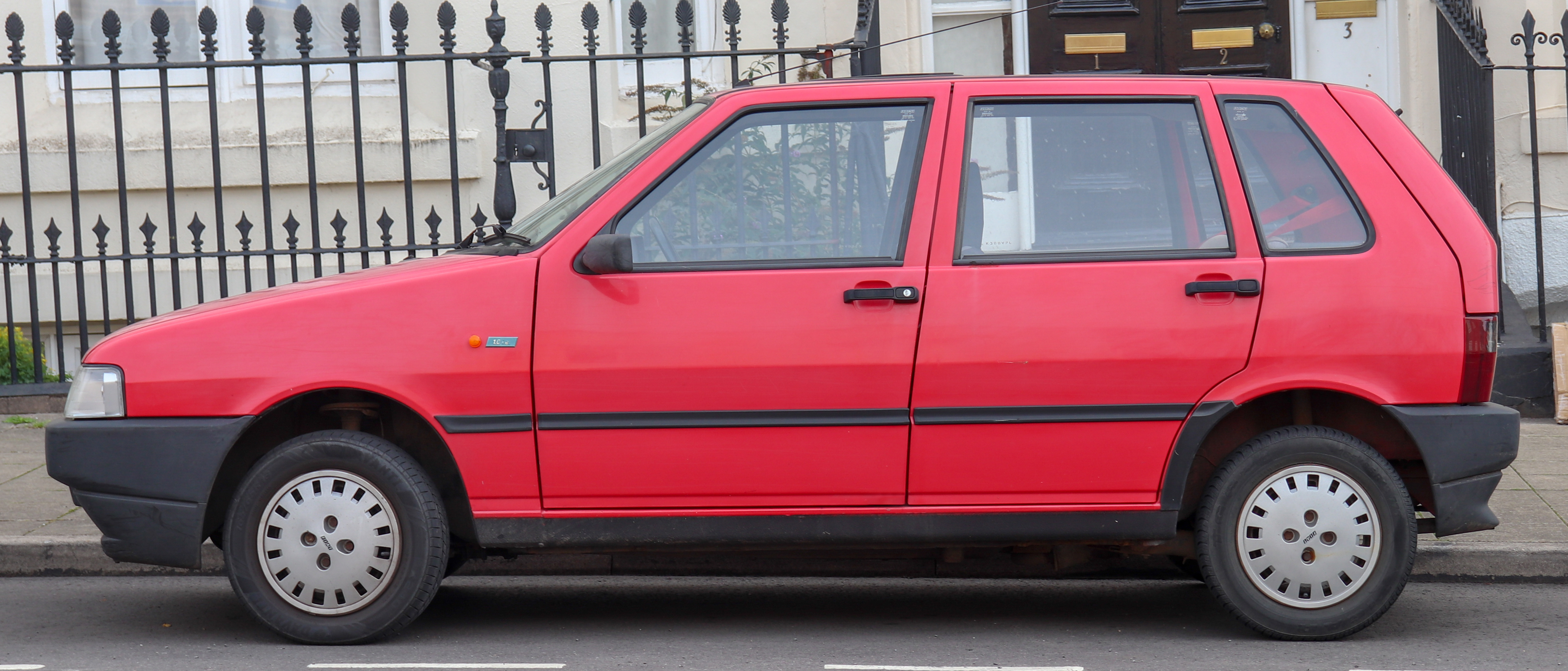